# Jakub Krzysztofowicz
Jakub Krzysztofowicz (ur. 3 stycznia 1797 w Stanisławowie zm. 8 października 1866 tamże) – prawnik, poseł na Sejm Krajowy Galicji i do austriackiej Rady Państwa.

## Życiorys
Ukończył gimnazjum jezuickie w Stanisławowie i studia prawnicze na uniw. we Lwowie. Od 1822 pracował w sądownictwie, początkowo jako referendarz Sądu Karnego w Stanisławowie, od 1825 w Sądzie Karnym w Wiznitz na Bukowinie, od 1827 w Sądzie Karnym we Lwowie. Następnie adwokat przy Sądzie Karnym w Samborze (1831–1842) i Sądzie Karnym we Lwowie (1843–1854). Sędzia okręgowy w Stanisławowie (1855–1866).
Poseł do Sejmu Krajowego Galicji I kadencji (1861–1867), wybrany w III kurii obwodu Stanisławów, z okręgu wyborczego Miasto Stanisławów. Zmarł na cholerę w trakcie kadencji.
Poseł do austriackiej Rady Państwa I kadencji (11 maja 1861–20 września 1865) wybrany przez Sejm w Kurii VII – jako delegat z grona posłów miast Kołomyja, Stanisławów i Stryj. W parlamencie austriackim członek Koła Polskiego
Zmarł i został pochowany w Stanisławowie.

## Rodzina
Pochodził ze spolonizowanej rodziny ormiańskiej. Ożenił się w 1828 z Gertrudą z domu Passakas.